# Бретт Даттон
Бретт Даттон (англ. Brett Dutton, 18 листопада 1966) — австралійський велогонщик.
Бронзовий призер Олімпійських Ігор 1988 року в командній гонці переслідування.
Переможець Ігор Співдружності 1986 року в командній гонці переслідування.